# Anything for Love
Anything for Love (bra: Uma Garota Muito Especial) é um filme adolescente feito em 1993 diretamente em vídeo, estrelando Corey Haim e Nicole Eggert. Foi ao ar na televisão nos Estados Unidos com o nome de Just One of the Girls, e na Alemanha e Hungria como He's My Girl II.

## Enredo
O verão terminou e aos 16 anos de idade, Chris (Corey Haim), que é constantemente intimidado, inscreve-se em uma nova escola secundária. Cansado de ser espancado, pede a seu pai para que lhe ensine a lutar. Entretanto os valentões da escola ainda batem nele, e então ele decide que vai disfarçar-se todos os dias como uma garota para ir à escola. Inicialmente, ele planeja apenas vestir-se de menina para entrar na escola, mas ele logo se acostuma com o papel de ser uma mulher. Por exemplo, ele gosta de ser capaz de chamar de lixo seu torturador chefe, Kurt, que se apaixona por ele, e também faz amizade com uma garota chamada Marie (Nicole Eggert), uma cheerleader na qual Chris tem uma paquera.

## Elenco
- Corey Haim – Chris Calder/Chrissy Calder
- Nicole Eggert – Marie Stark
- Cameron Bancroft – Kurtis "Kurt" Stark
- Johannah Newmarch – Julie Calder
- Kevin McNulty – Louis Calder
- Wendy van Riesen – Norma Calder
- Gabe Khouth – Dan Holmes
- Lochlyn Munro – John
- Rachel Hayward – Sonia Glatt
- Molly Parker – Lynne
- Shane Kelly – Joe
- Matthew Bennett – Frank
- Alanis Morissette – Alanis (não creditada)